# Kalkoven Walem

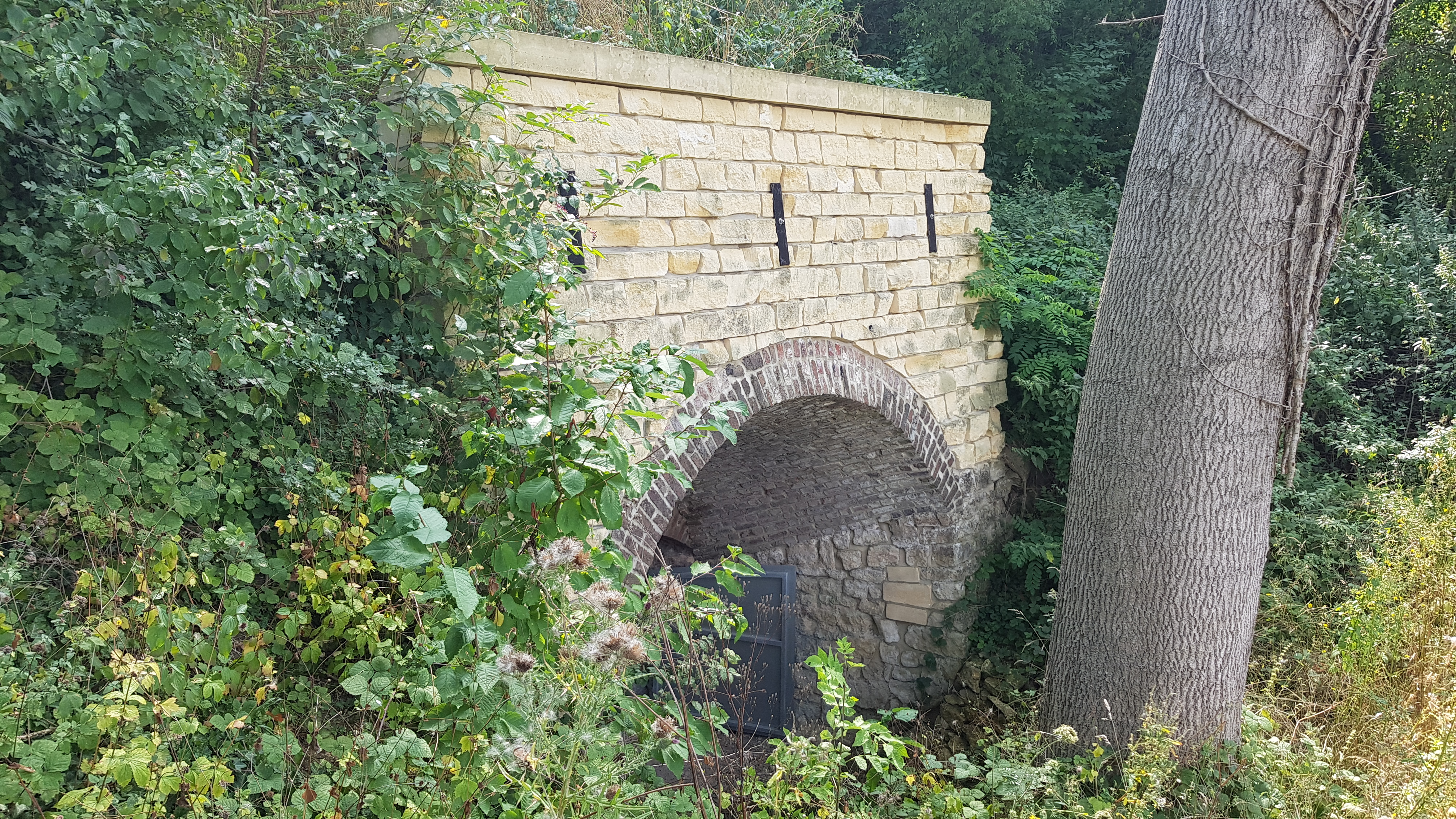
Kalkoven Walem in 2019

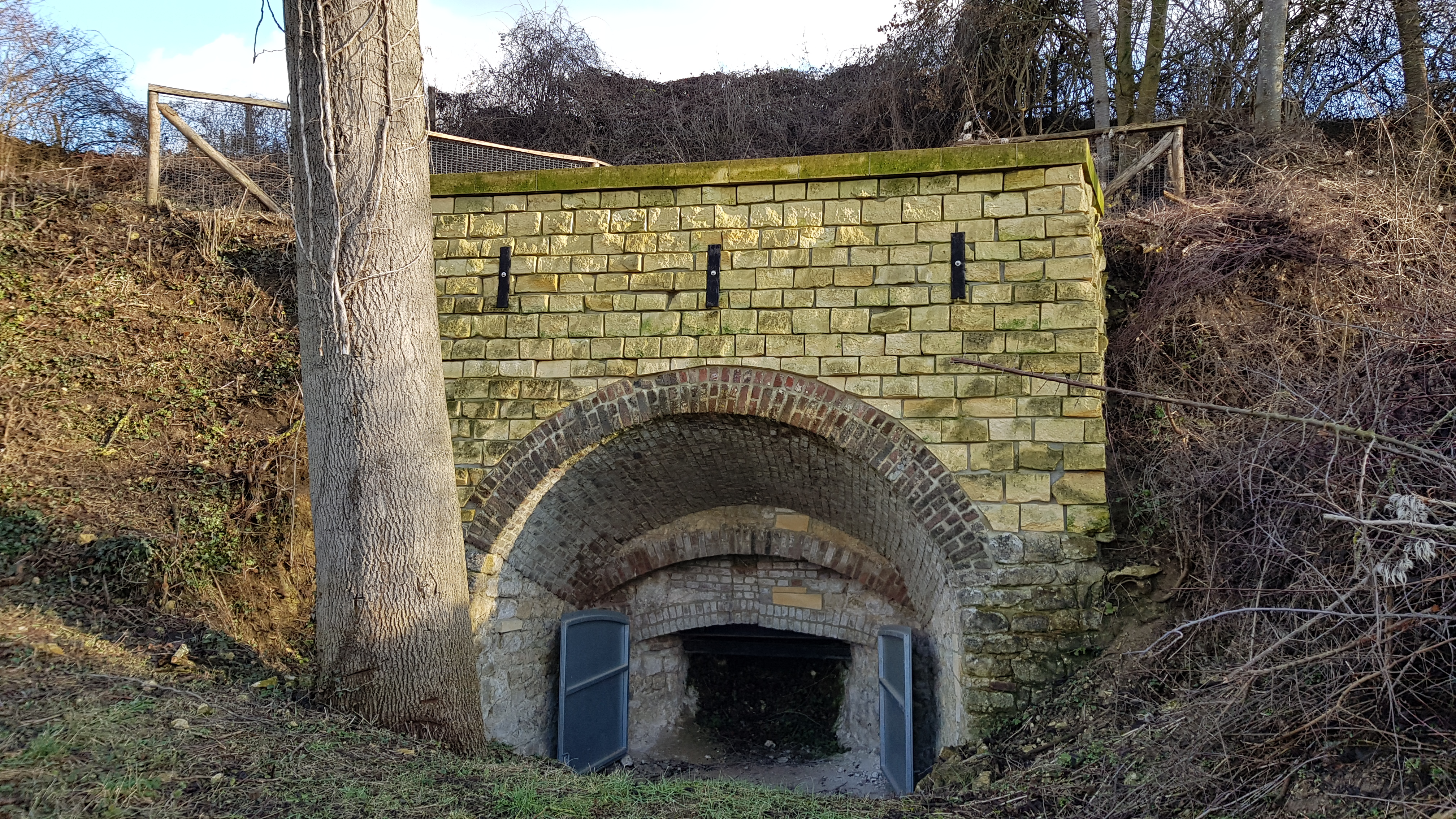
Kalkoven Walem

De Kalkoven Walem is een kalkbranderij in de Nederlandse gemeente Valkenburg aan de Geul in Zuid-Limburg. Het bouwwerk staat ten zuiden van Walem nabij de straat Walem tegenover het bungalowpark.
Op ongeveer een kilometer naar het westen ligt de Kalkoven Schaelsberg en op ongeveer 150 meter naar het zuiden ligt de Kalkoven Kroongroeve.

## Geschiedenis
Op 8 mei 1919 werd er door H.J. Caubo een vergunning aangevraagd om een kalkoven op te richten aan het Kerkveld, waarbij er tevens een tunnel onder de Kerkveldweg aangelegd zou worden. Op 31 juli 1919 werd de vergunning verkregen.
Ergens tussen 2016 en 2019 is de kalkoven gerestaureerd.

## Kalkoven
De kalkoven heeft één ovenmond.

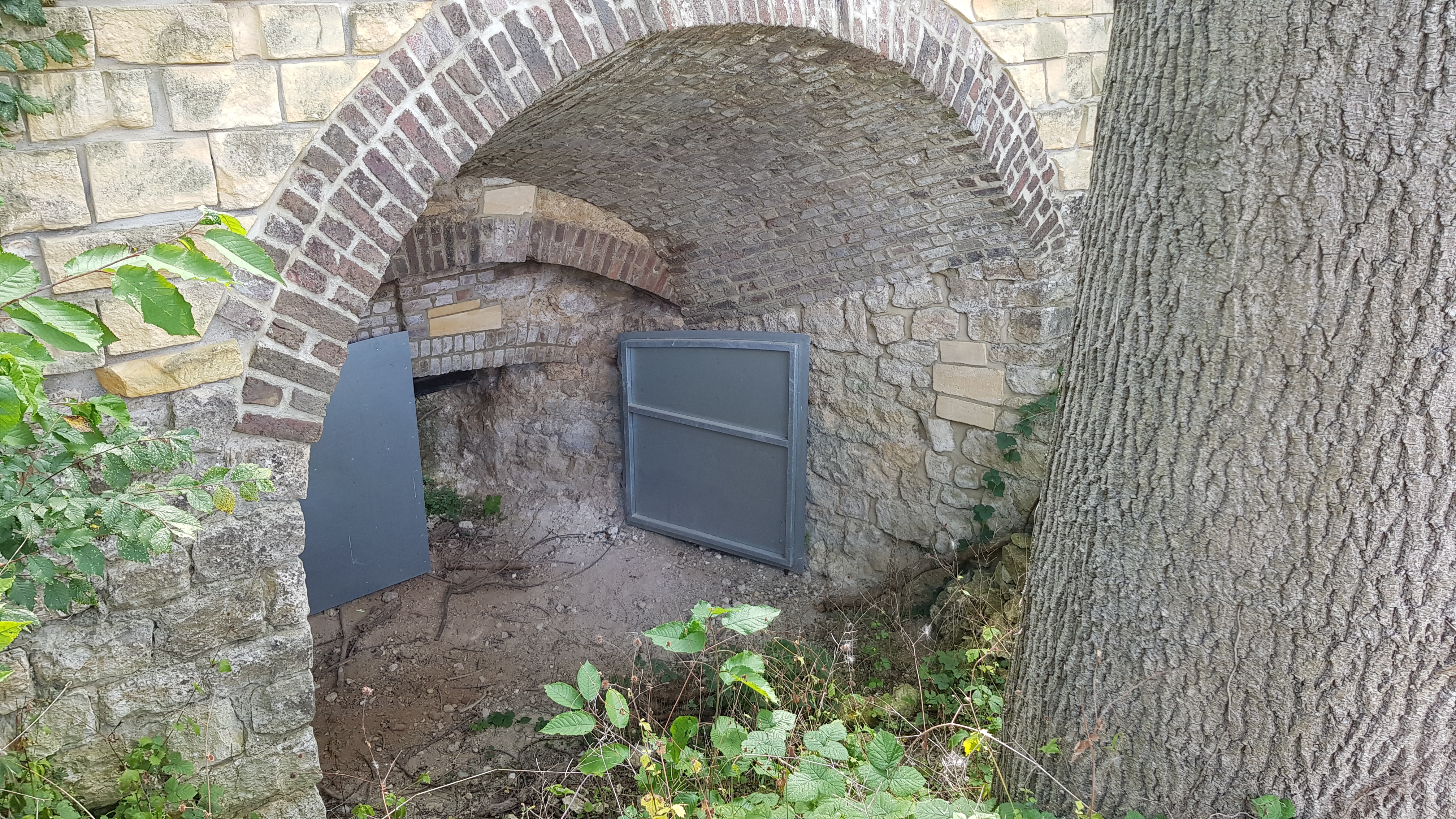
in de ovenmond
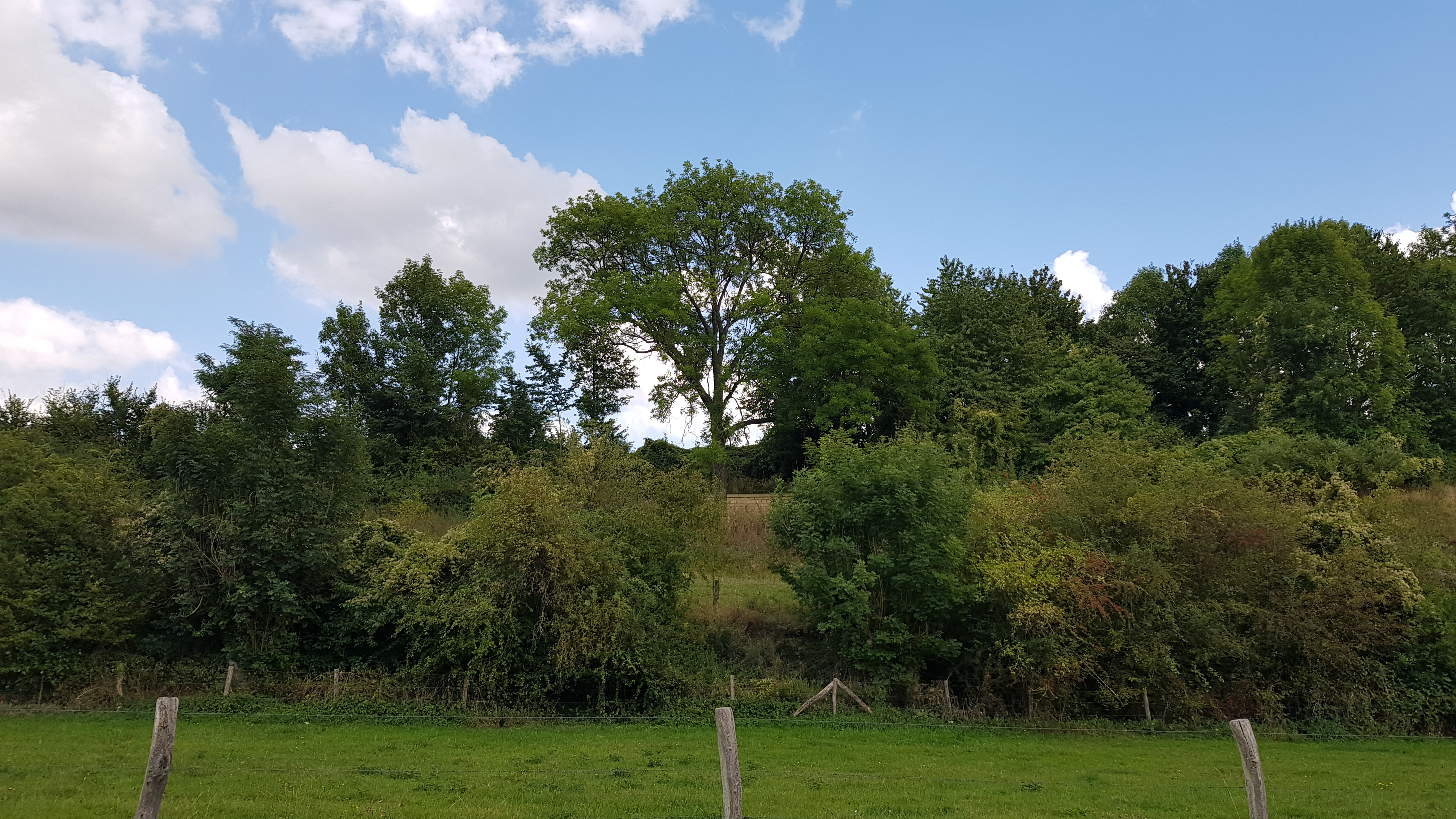
gezien vanaf de straat
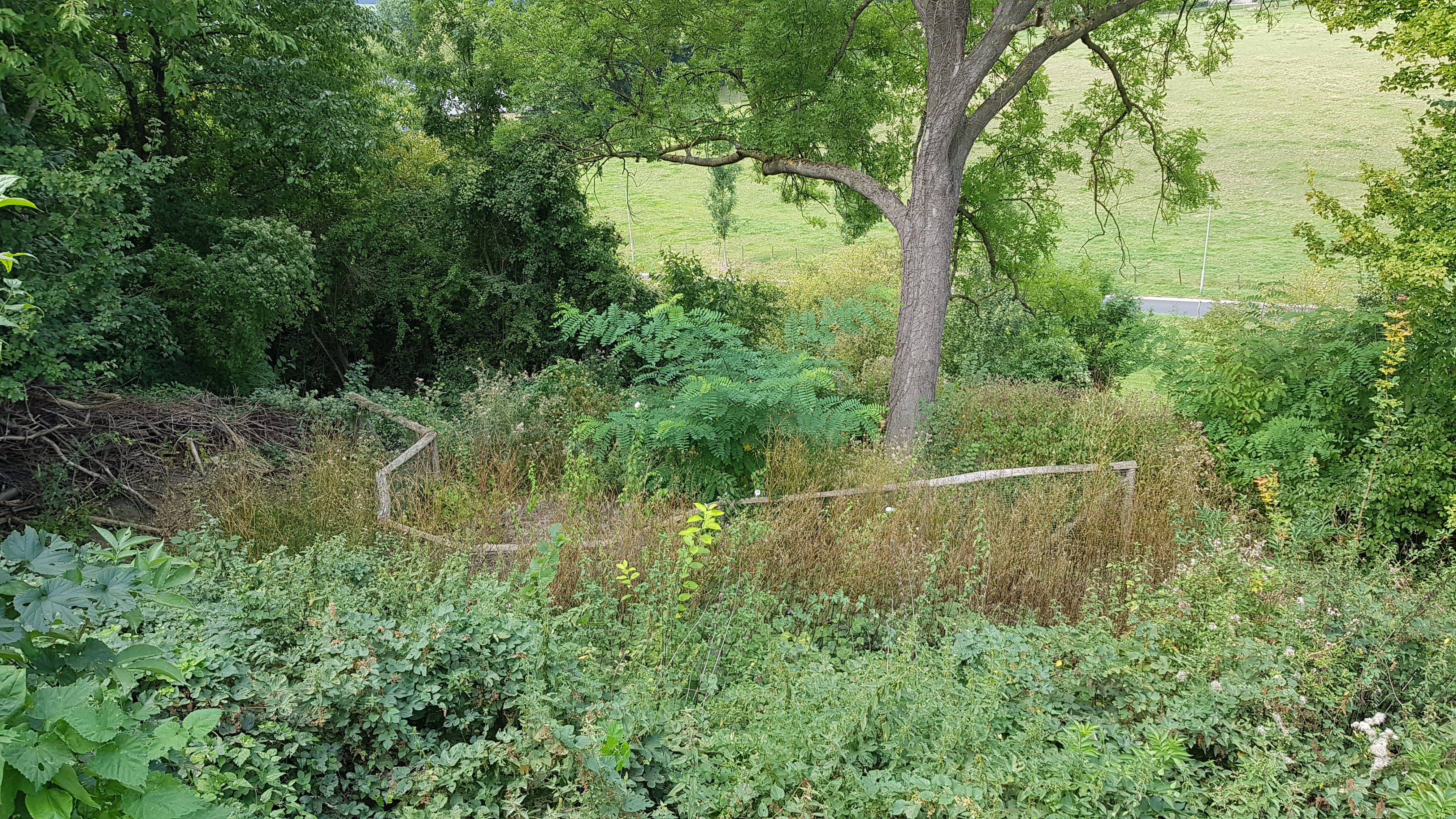
gezien vanaf bovenaf
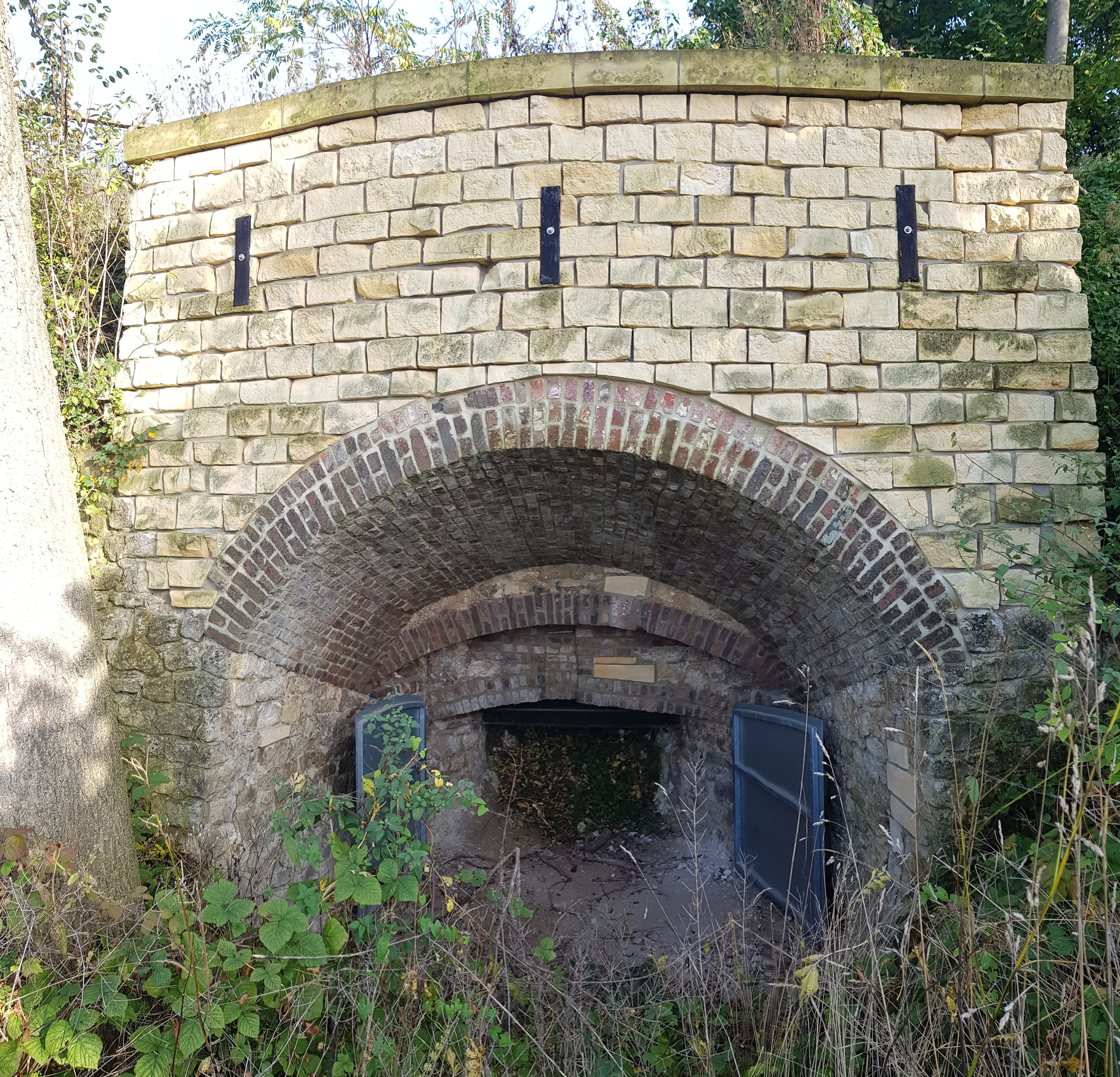
in de ovenmond
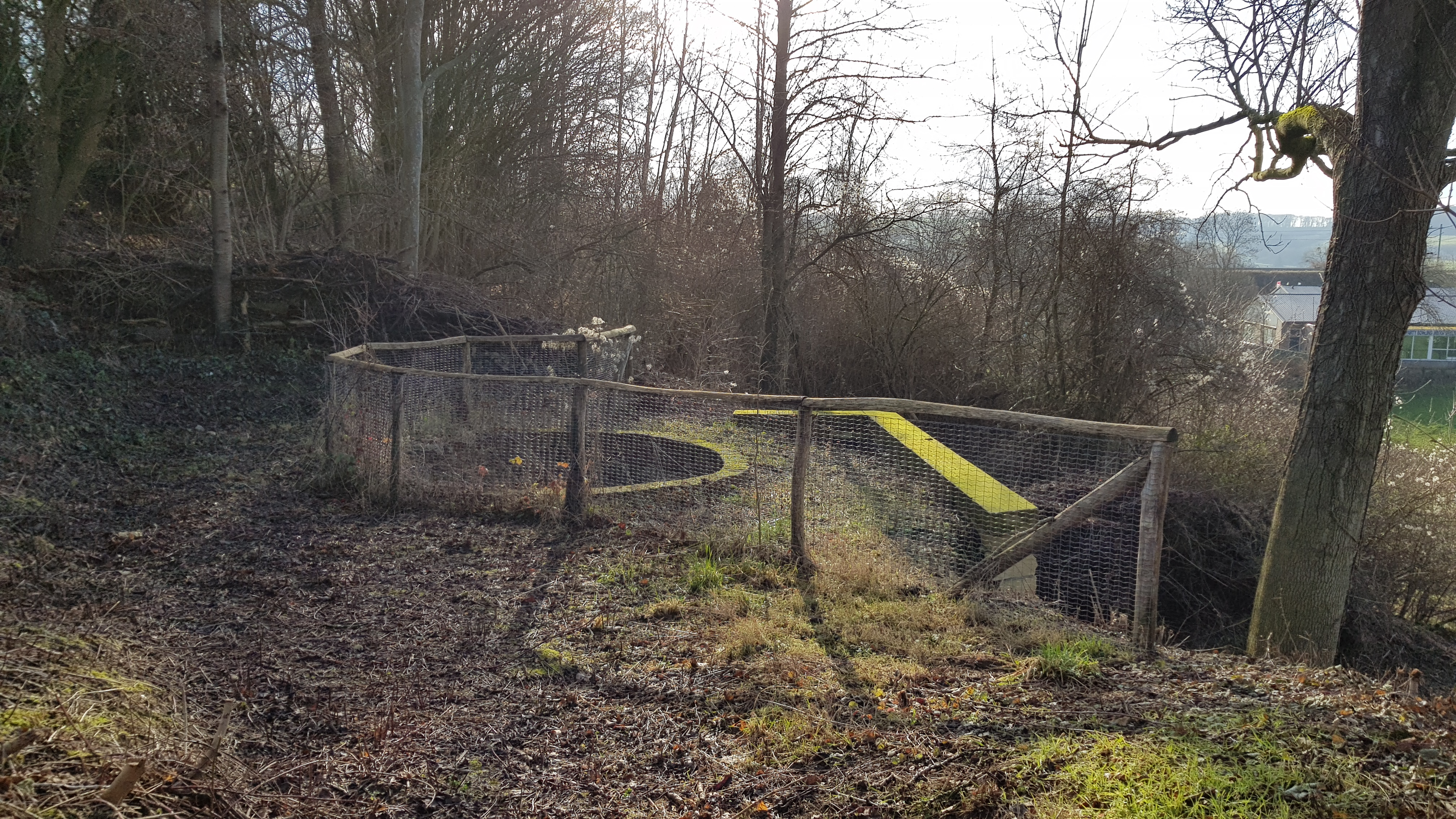
bovenzijde